# Radzików Wielki
Radzików Wielki – wieś w Polsce położona w województwie mazowieckim, w powiecie siedleckim, w gminie Mordy. Ma status sołectwa.
W latach 1954-1972 wieś była siedzibą gromady Radzików Wielki. W latach 1975–1998 miejscowość administracyjnie należała do województwa siedleckiego.
We wsi ma siedzibę rzymskokatolicka parafia św. Jana Chrzciciela należąca do dekanatu Zbuczyn, straż pożarna, sklep spożywczy, ośrodek zdrowia oraz szkoła podstawowa.